# Hockey su ghiaccio in Svizzera
L'hockey su ghiaccio è uno degli sport, assieme al calcio, maggiormente seguito in Svizzera.

## Storia

### Dalla nascita agli anni d'oro
Il 27 settembre 1908 vi è la fondazione della Lega Svizzera di Hockey su Ghiaccio (LSHG) e nello stesso anno si costituisce anche la Federazione Internazionale di Hockey su Ghiaccio (LIHG), oggi divenuta IIHF (International Ice Hockey Federation).
L'anno seguente si disputa il primo campionato nazionale la cui vittoria va al Bellerive. Nel decimo della nascita della LSGH si contano 23 membri iscritti.
Nel 1921 si disputa il Campionato d'Europa a St. Moritz e due anni dopo il Davos ospita la prima Coppa Spengler.
Nel 1924 la nazionale Svizzera disputa i suoi primi Giochi olimpici invernali a Chamonix. Mentre quattro anni dopo ottiene la medaglia di bronzo. Nel frattempo conquista anche il titolo di campione d'Europa a Davos, che ottiene nuovamente 9 anni dopo (1935) sempre a Davos e mel 1939.
La LSHG conta 43 club nel 1939 che diventano dopo la guerra 96 e 163 nel 1950.

### 1950-1990
Nel 1955 le squadre iscritte alla federazione sono 262 ripartite in 5 categorie. Per il cinquantesimo della LSHG i club affiliati sono 217 (con un totale di 340 squadre) a cui si affiancano 13 associazioni cantonali.
Negli anni 70 si decide di reintrodurre la possibilità di acquistare stranieri.
Nel 1983 si contano 303 club suddivisi in: 404 squadre attive, 414 speranze e 17 seniori.

### Dal 1990
La Svizzera continua con degli alti e bassi restando però nei TOP 8.

## Maschile

### Campionato
Il campionato maschile si disputa a livello ufficiale dal 1938.

#### Squadre straniere
- Germania: ESG Weil am Rhein in quarta lega nella stagione 2006/2007
- Liechtenstein: EHC Vaduz Schellenberg in quarta lega fino al 2006

### Nazionale
La Nazionale di hockey su ghiaccio della Svizzera è attualmente al 7º posto mondiale della Classifica IIHF.

## Femminile

### Campionato
Il campionato femminile nasce nel 1990.

### Nazionale
La Nazionale di hockey su ghiaccio femminile della Svizzera è attualmente al 5º posto mondiale della Classifica IIHF.

## Club
Club partecipanti alle varie competizioni internazionali.
Coppa dei campioni (hockey su ghiaccio) (1966-1996):
- SC Bern (7)
- Hockey Club La Chaux-de-Fonds (6)
- HC Lugano (4)
- EHC Biel (3)
- EHC Arosa (2)
- HC Davos (2)
- Zürcher SC (1)
- EHC Kloten (1)

European Hockey League (1997-2000):
- SC Bern (2)
- EV Zug (2)
- Fribourg-Gottéron (1)
- HC Lugano (1)

Supercoppa IIHF (1997-2000):
- HC Ambrì-Piotta (2)